# Distrito de Rupnagar
Rupnagar (en punyabí: ਰੂਪਨਗਰ ਜ਼ਿਲਾ) es un distrito de la India en el estado de Punyab. Código ISO: IN.PB.RU.
Comprende una superficie de 2 117 km².
El centro administrativo es la ciudad de Rupnagar.

## Demografía
Según censo 2011 contaba con una población total de 683 349 habitantes, de los cuales 326 084 eran mujeres y 357 265 varones.